# Cabal
Кабал (англ. Cabal (common architecture for building applications and libraries)  - інструмент для зборки та дистрибуції  програмного забезпечення та пакетів програмування. Використовується для Гаскель.

## Аналоги
- Стек